# Điều chế pha nhị phân
BPSK điều chế:
BPSK (Binary Phase Shift Keying), tiếng Việt gọi là điều chế pha nhị phân, là kỹ thuật điều chế tín hiệu số với bit 0 và bit 1 lệch pha nhau 180°).
QPSK viết tắt của từ Quadature Phase Shift Keying, tiếng Việt gọi là điều chế pha trực giao. QPSK là 1 kỹ thuật điều chế tín hiệu số, mã hóa 2 bit thành 1 symbols.
Thông tin thêm
QPSK (Quadrature phase-shift keying) thỉnh thoảng cũng được gọi là PSK, 4-PSK, 4-QAM. QPSK là dùng trục tọa độ cắt vòng tròn ra 4 pha (phases) để chuyển đổi 2 bits thành một symbol.